# Mišnjak (Ugljan)
Mišnjak je nenaseljeni otočić u hrvatskom dijelu Jadranskog mora.
Njegova površina iznosi 0,022 km². Dužina obalne crte iznosi 0,56 km.